# Malopoljska
Malopoljska (poljsko Małopolska, latinsko Polonia Minor) je zgodovinska regija v južni in jugovzhodni Poljski. Njena prestolnica in največje mesto je Krakov. Malopoljska se je več stoletij razvijala samostojno in razvila svojo kulturo, arhitekturo, nošo, plese, kuhinjo, običaje in malopoljsko narečje. Regija je bogata z zgodovinskimi znamenitostmi, spomeniki, gradovi, naravno pokrajino in mesti Unescove svetovne dediščine.
Regije se ne sme zamenjevati s sodobnim Malopoljskim vojvodstvom, ki pokriva samo jugozahodni del Malopoljske. Zgodovinska Malopoljska je bila veliko večja od današnjega vojvodstva, ki nosi njeno ime. Segala je od Bielsko-Biale na jugozahodu do Siedlca na severovzhodu. Sestavljala so jo tri vojvodstva: Krakovsko, Sandomierško in Lublinsko.
Obsegala je skoraj 60.000 km² površine. Na tem ozemlju danes živi okoli 9.000.000 prebivalcev. Pokrajina je večinoma hribovita, s Karpati in Visokimi Tatrami na jugu. Nahaja se v porečju zgornje Visle. Znana je bila po svoji mogočni aristokraciji (magnateria) in bogatem plemstvu (szlachta).
Med 14. in 18. stoletjem v Malopoljski provinci poljske krone obsegala tudi zgodovinsko regijo Rdečo Rutenijo. Po delitvah Poljske je južni del Malopoljske postal znan kot Galicija, ki je bila pod avstrijskim nadzorom, dokler ni Poljska leta 1918. ponovno pridobila neodvisnosti. Zaradi te dolgotrajne delitve številni prebivalci severnega dela Malopoljske, vključno s tistimi v mestih Lublin, Radom, Kielce in Częstochowa, prebivalcem Galicije ne priznavajo malopoljske identitete. Lublin (Lubelskie), ki je bil že leta 1474 razglašen za neodvisno vojvodstvo, ima še vedno govorce malopoljskega narečja. 
Skozi zgodovino je na Malopoljskem obstajalo veliko etničnih in verskih manjšin, ki so bežale pred preganjanjem iz drugih območij ali držav. Poljska nekoč strpna politika do teh manjšin jim je omogočila razcvet in ustvarjanje ločenih samoupravnih skupnosti. Nekatere manjšine še vedno obstajajo, vendar so na robu izumrtja, predvsem vimisorsko govoreči Vilamovci, Halcnovci, Gorali, Lemki, Pogorjani in nekoč poljski Judje in Nemci.

## Ime
Zygmunt Gloger v svoji Zgodovinski geografiji ozemlja starodavne Poljske (Geografia historyczna ziem dawnej Polski) navaja, da so Poljaki vse, kar je nastalo ob nečem starem, na primer vas, poimenovali s pridevnikom malo (ali manjše), staro pa kot veliko (ali večje). Na enak način so poimenovali tudi dve poljski pokrajini: starejšo in zibelko poljske države so poimenovali Velika Poljska, njeno mlajšo sestro, ki je čez nekaj let postala del Poljske, pa Mala Poljska. Ime Velikopoljska (Polonia Maior) sta leta 1242 prvič uporabila ćeška vojvoda Boleslav Pobožni in Přemislav I., ki sta se naslavljala z Duces Majoris Poloniae (vojvoda Starejše Poljske). Ime Mala Poljska ali Polonia Minor se je prvič pojavilo v zgodovinskih dokumentih leta 1493 v Statutu Piotrkówa v času vladavine kralja Jana Olbrachta, da bi jo razlikovali od Velike Poljske.

## Zgodovina

### Zgodnje obdobje in Kraljevina Poljska
V prvih letih poljske državnosti je južno Malpoljsko poseljevalo zahodnoslovansko pleme Vistulanov z dvema glavnima središčema v Krakovu in Wiślici. Njihovo deželo, ki je bila verjetno del Velikomoravske in Češke, je v poznem 10. stoletju Mješko I. za nekaj časa priključil k Poljski. Kozma Praški je v svoji Češki kroniki zapisal: "Poljski knez Mješko, zvit mož, je z zvijačo zasedel mesto Krakov in z mečem pobil vse Čehe, ki jih je tam našel". Severni del Malopoljske (Lublin in Sandomierz) je verjetno poseljevalo drugo pleme, Lendi. Dr. Antoni Podraza, zgodovinar z Jagielonske univerze, trdi, da je starodavna delitev Malopoljske na dva velika dela – deželo (vojvodstvo) Krakov in deželo (vojvodstvo) Sandomierz, temeljila na obstoju dveh slovanskih plemen na tem območju. Natančna lokacija Lendov do danes ni bila ugotovljena. Nekateri zgodovinarji domnevajo, da so zasedli Rdečo Rutenijo, njihovo središče pa je bilo v Przemyślu.
Okoli leta 1000 je bila ustanovljena rimskokatoliška krakovska nadškofija, ki je zajemala celotno Malopoljsko. V času vladavine Kazimirja I. Obnovitelja je Krakov okoli leta 1040 prvič postal glavno mesto Poljske, ker je Velikopoljsko in Šlezijo z glavnimi poljskimi urbanimi središči, kot sta Gniezno in Poznanj, opustošil češki vojvoda Břetislav I.
Leta 1138 je bila država z oporoko Boleslava III. Krivoustega razdeljena med njegove sinove. Boleslav III. je ustanovil Seniorsko provinco, ki je med drugim obsegala Krakov. Istočasno je bila Malopoljska razdeljena na dva dela. Njen vzhodni del je tvoril vojvodstvo Sandomierz, ki ga je vladar ustanovil za svojega sina Henrika Sandomierškega.
V obdobju razdrobljenosti Poljske je obema malopoljskima deželama pogosto vladal isti vojvoda. Med njimi so bili Boleslav IV. Kodravi, Mješko III. Stari, Kazimir II. Pravični, Lešek I. Beli, Boleslav V. Sramežljivi, Lešek II. Črni, Vladislav I. Komolec in češki kralj Venčeslav II., ki je leta 1290/1291 združil Malopoljsko. 
Med mongolsko invazijo na Poljsko je Bajdar v bitki pri Hmeljniku uničil združeno vojsko Krakova in Sandomierza in izropal deželo. Izguba je bila tako velika, da je Norman Davies zapisal: "Pri Hmeljniku je zbrano malopoljsko plemstvo umrlo za enega človeka". Mongoli so med vpadi leta 1241, 1259 in 1287 požgali večja malopoljska mesta in ubili na tisoče ljudi. ljudi. Poleg njih so pokrajino, zlasti njen severovzhodni del, pogosto napadali Litovci, Rusini, Jotvingi in Stari Prusi. Najpogosteje je trpelo mesto Lublin: leta 1244 so ga požgali Rusini, leta 1255 Litovci, leta 1266 Prusi in leta 1282 Jotvingi. Drugo središče province, Sandomierz, so leta 1260 uničili Tatari, leta 1349 pa so ga požgali Litovci.
Za razliko od drugih poljskih provinc, zlasti Šlezije, Malopoljska ni doživela nadaljnje drobitve in je v začetku 14. stoletja skupaj z Velikopoljsko postala jedro ponovno združene države. Obdobje razdrobljenosti države se je simbolično končalo 30. januarja 1320, ko je bil Vladislav I. okronan za poljskega kralja. Slovesnost je potekala v krakovski Vavelski stolnici. Kralj ponovno združene države se je odločil, da bo prestolnica države Krakov.
V 14. in 15. stoletju se je utrdil položaj Malopoljske kot najpomembnejše province v državi. To je postalo vidno med vladavino Kazimirja III. Velikega, ki je dajal prednost manj znanim malopoljskim plemiškim družinam na račun velikopoljskega plemstva. Vladavina Kazimirja Velikega je bila obdobje razcveta Malopoljske. Z visoko gostoto prebivalstva, rodovitno prstjo in bogatimi nahajališči mineralov, zlasti soli v Bochnii in Wieliczki ter svinca v Olkuszu, je bila pokrajina najbogatejši del Poljske. Po priključitvi Rdeče Rutenije je Malopoljska izgubila status obmejne pokrajine in obe deželi sta ustvarili gospodarski most med Poljsko in pristanišči Črnega morja. Kralj, ki je s svojo strpno politiko v državo privabil judovske naseljence iz vse Evrope, je zgradil več gradov ob zahodni meji Malopoljske, med katerimi so najznamenitejši Skawina, Pieskowa Skała, Będzin, Lanckorona, Olkusz, Lelów, Bobolice, Krzepice, Ogrodzieniec, Ojców, Olsztyn, Bobolice in Mirów. Poleg tega je zgradil ali utrdil gradove tudi v drugih delih province, kot so Szydlow, Chęciny, Wiślica, Radom, Niedzica, Opoczno, Lublin, Sandomierz in sam Wawel. Kazimir Veliki je med svojo vladavino ustanovil več mest z magdeburškimi pravicami in urbaniziral dotedaj podeželske pokrajine. Med večjimi malopoljskimi mesti, ki jih je ustanovil kralj, so:
| #   | Mesto                   | Ustanovitev | Sedanje vojvodstvo      |
| --- | ----------------------- | ----------- | ----------------------- |
| 1.  | Kazimierz               | 1334        | zdaj predmestje Krakova |
| 2.  | Kłobuck                 | 1339        | Šlezijsko vojvodstvo    |
| 3.  | Dobczyce                | 1340        | Malopoljsko vojvodstvo  |
| 4.  | Grybów                  | 1340        | Malopoljsko vojvodstvo  |
| 5.  | Tuchów                  | 1340        | Malopoljsko vojvodstvo  |
| 6.  | Lelów                   | 1340        | Šlezijsko vojvodstvo    |
| 7.  | Myślenice               | 1342        | Malopoljsko vojvodstvo  |
| 8.  | Nowy Targ               | 1346        | Malopoljsko vojvodstvo  |
| 9.  | Biecz                   | 1348        | Malopoljsko vojvodstvo  |
| 10. | Krościenko nad Dunajcem | 1348        | Malopoljsko vojvodstvo  |
| 11. | Piwniczna-Zdrój         | 1348        | Malopoljsko vojvodstvo  |
| 12. | Opoczno                 | 1350        | Loško vojvodstvo        |
| 13. | Radom                   | 1350        | Mazovsko vojvodstvo     |
| 14. | Tymbark                 | 1354        | Malopoljsko vojvodstvo  |
| 15. | Pilzno                  | 1354        | Podkarpatsko vojvodstvo |
| 16. | Chęciny                 | 1354        | Svetokriško vojvodstvo  |
| 17. | Proszowice              | 1358        | Malopoljsko vojvodstvo  |
| 18. | Będzin                  | 1358        | Šlezijsko vojvodstvo    |
| 19. | Dębica                  | 1358        | Podkarpatsko vojvodstvo |
| 20. | Stopnica                | 1362        | Malopoljsko vojvodstvo  |
| 21. | Ropczyce                | 1362        | Podkarpatsko vojvodstvo |
| 22. | Skawina                 | 1364        | Malopoljsko vojvodstvo  |
| 23. | Muszyna                 | 1364        | Malopoljsko vojvodstvo  |
| 24. | Jasło                   | 1366        | Podkarpatsko vojvodstvo |
| 25. | Brzostek                | 1366        | Podkarpatsko vojvodstvo |
| 26. | Wojnicz                 | 1369        | Malopoljsko vojvodstvo  |
V Kraljevini Poljski je bila Malopoljska razdeljena na tri vojvodstva: Krakovsko, Sandomiersko in Lublinsko, ustanovljeno leta 1474 iz vzhodnega dela Sandomierskega vojvodstva. Meje province so ostale nespremenjene do leta 1772. Edina izjema je bil velik del takratne Zgornje Šlezije okrog Bytoma, Toszeka, Siewierza in Oświęcima, ki je do leta 1179 pripadal Krakovskemu vojvodstvu. Tega leta je veliki vojvoda Kazimir II. Pravični te dežele predal opolskemu vojvodi Mješku I. Kneževina Siewierz, ki ji je od leta 1443 vladal krakovski nadškof, se je leta 1790 združila z Malopoljsko. Malopoljski sta bili vrnjeni tudi šlezijski vojvodini, izgubljeni leta 1179: vojvodina Zator leta 1513 in vojvodina Oświęcim leta 1564. Obe vojvodini sta se združili v Šlezijsko grofijo Krakovskega vojvodstva in delili usodo Malopoljske. 
Med etničnimi manjšinami v pokrajini so bili poleg Judov številni tudi Nemci, ki so od 14. do 17. stoletja poselili obmejno območje Malopoljske in Rdeče Rutenije. V srednjem veku so bili Nemci naseljeni tudi v številnih mestih, zlasti v Krakovu in Sandomierzu.
V poznem srednjem veku je Malopoljska postopoma postala središče poljske državnosti. Krakov je bil glavno mesto države od sredine 11. stoletja do leta 1596.
V 15. in 16. stoletju je Malopoljska ostala najpomembnejši del države. Po smrti Kazimirja III. Velikega je malopoljsko plemstvo za novega kralja izvolilo Ludvika I. Ogrskega in po njegovi smrti podprlo njegovo hčer Jadwigo Poljsko v zameno za Košiški privilegij. Ker je bila Jadwiga, okronana 16. oktobra 1384, premlada, da bi vladala državi, je Poljsko dejansko vodilo malopoljsko plemstvo, ki se je odločilo, da jo poroči v velikim vojvodom Litve Jogailo. Krevska in Horodelska unija Poljske in Litve sta bili plod zamisli malopoljskega plemstva med katerimi sta bila najvplivnejša Spytek z Melsztyna in kardinal Zbigniew Olesnicki. Druge vplivne malopoljske družine so bile družine Lubomirski, Kmita, Tarnowski, Potocki, Sobieski, Koniecpolski, Ossolinsk in Poniatowski.
Ker je bila Malopoljska najpomembnejša dežela v državi, se je na njenem ozemlju zvrstilo več pomembnih dogodkov. Leta 1364 je Kazimir Veliki sklical Krakovski kongres, leta 1401 je bila podpisana zveza Vilne in Radoma in leta 1505 je Sejm v Radomu sprejel zakon Nihil novi, ki je kralju prepovedoval izdajanje zakonov brez soglasja plemstva. Istega leta in na istem mestu je bilo poljsko pravo kodificirano v Łaskijevem statutu, v Lublinu pa je zasedalo kronsko sodišče, najvišje prizivno sodišče v Kroni poljskega kraljestva. Leta 1525 je bil podpisan Krakovski sporazum, ki je končala poljsko-tevtonsko vojno. Na Malopoljskem je tudi najstarejša poljska univerza, Jagelonska univerza v Krakovu, ki jo je leta 1364 ustanovil Kazimir Veliki. V Malopoljski je bilo rojenih več izjemnih osebnosti zgodnje poljske kulture, kot so Jan Kochanowski, Mikołaj Rej, Jan z Lublina, Mikołaj Gomółka, Maciej Miechowita, Marcin Kromer, Łukasz Górnicki in Mikołaj Radomski.

### Poljsko-litovska Republika obeh narodov
V 16. stoletju je Malopoljska ohranila svoj položaj najpomembnejše dežele v državi. Ker na njenem ozemlju ni bilo večjih spopadov, je bila središče renesanse na Poljskem. Pokrajina je bila dom številnim učenjakom, pisateljem in državnikom in tu je bila leta 1569 tudi ustanovljena poljsko-litovska skupna država. V Republiki obeh narodov je bila Malopoljska sestavljena iz same Malopoljske ter Rdeče Rutenije, Volinije, Podolja in ukrajinskih vojvodstev – Kijevskega, Černihivskega in Braclavskega, ki so bila do leta 1569 del Velike litovske kneževine.
Obdobje poljske zgodovine, znano kot poljska zlata doba, je bilo za Malopoljsko res zlato. Kralji iz Jagelonske dinastije, zlasti Sigismund I. Stari, rojen v malopoljskih Kozienicah, in njegov sin Sigismund II. Avgust, rojen v Krakovu, so prebivali v Krakovu, ki je bil glavno mesto ogromne poljsko-litovske skupne države. Blaginja Malopoljske se je odražala v številnih renesančnih arhitekturnih kompleksih, zgrajenih po vsej pokrajini. Leta 1499 je bil gotski grad Wawel poškodovan v požaru. Nekaj let kasneje ga je Sigismund I. s pomočjo najboljših domačih in tujih umetnikov, kot so bili Francesco Firentinec, Bartolomeo Berrecci in Niccolo Castiglione, obnovil v kompleks s čudovito renesančno palačo. V začetku 16. stoletja je bilo več palač zgrajenih tudi drugod v Malopoljski: v Drzewici, Szydłowiecu, Ogrodzieniecu in Pieskowi Skałi. Pokrajina je obogatela predvsem s trgovanjem z žitom, ki je potekalo ob Visli. Med najbolj cvetoča mesta so spadala Krakov, Sandomierz, Lublin, Kazimierz Dolny, Pilzno, Tarnów, Radom in Biecz. Kasneje v 16. stoletja so bile zgrajene ali prezidane palače v Baranowu Sandomierskem in Niepołomicah.
V zgodnjem 16. stoletju se je reformacija razširila tudi v Republiko obeh narodov. V Krakov so ideje prinesli študentje iz Wittenberga in mesto je postalo eno od zgodnjih središč gibanja.
V prvih letih je bil eden glavnih promotorjev gibanja v regiji profesor Jagelonske univerze Jakub iz Iłze (Jakub z Ilzy, umrl 1542). Aktivno je podpiral ideje Martina Lutra in bil leta 1528 poklican na zagovor na dvor krakovskega škofa. Zaradi krivoverstva je bil leta 1535 prisiljen zapustiti Poljsko. Reformacija je kmalu postala zelo priljubljena med malopoljskim plemstvom, zlasti kalvinizem. Po eni od ocen se je iz katolištva v kalvinizem spreobrnilo okoli 20 % lokalnega plemstva. Privlačil jih je demokratični značaj kalvinizma. Središče malopoljskega reformističnega gibanja je bilo v mestu Pińczów, ki je postalo znano kot Sarmatske Atene. V Pińczówu je lokalni plemič rimskokatoliško župnijo spremenil v protestantsko, odprl kalvinistično akademijo in leta 1560 in 1561 objavil njeno antitrinitarijansko veroizpoved. Na Malopoljskem je bilo več kalvinističnih sinod, prva v Słomnikih (1554) in nato v Pińczówu (prva združena sinoda Poljske in Litve 1556 in 1561) in Krakovu (1562). Leta 1563 so prav tako v Pińczówu prevedli v poljščino tako imenovano Brestovsko Biblijo. Leta 1570 je več protestantskih skupin podpisalo Sandomierski sporazum. Izjema so bili poljski bratje, druga najvplivnejša verska skupina v Malopoljski. Bratje so imeli svoje središče v malopoljski vasi Raków, kjer sta bili glavna arijanska tiskarna in leta 1602 ustanovljena visoka šola, znana kot Akademia Rakowska (Gimnazija lepih umetnosti). Med uglednimi evropskimi učenjaki, povezanimi s to šolo, so bili Johannes Crellius, Corderius in Valentinus Smalcius, ki je v nemščino prevedel Rakovski katekizem.
Leta 1572 je Jagelonska dinastija izumrla in naslednje leto je kot prvi izvoljeni kralj države postal francoski kralj Henrik III. Po njegovi kratki vladavini in vojni za poljsko nasledstvo, ki je potekala tudi v Malopoljski, je novi vladar postal Štefan Báthory iz Transilvanije, ki je umrl leta 1586. Njemu je sledil Sigismund III. Švedski, katerega vladavina je zaznamovala postopno propadanje province. Sigismundove oči so bile uprte v Švedsko in dolga leta je svoja prizadevanja osredotočal na jalov poskus, da bi si povrnil nekdanji švedski prestol. Malopoljska, ki je ležala v jugozahodnem kotu Republike obeh narodov, je začela izgubljati svoj pomen. Prelomnico je zaznamovalo leto 1596, ko je Sigismund svoje stalno prebivališče, dvor in sedež države preselil iz Krakova v Varšavo.
Čeprav je bila prva polovica 17. stoletja polna vojn, vsi večji konflikti niso dosegli Malopoljske. Pokrajina je še naprej cvetela, kar se odraža v njenih gradovih in palačah. Razen manjših vojn, kot sta bila upora Zebrzydowskega in Kostka-Napierskega, je provinca ostala varna. Kozaki so med vstajo Hmelnickega prodrli daleč na zahod do Zamošća in Lvova, vendar ne v Malopoljsko. Pokrajina se je izognila tudi drugim vojnam, kot so bile poljsko-švedska vojna (1626–1629), poljsko-moskovska vojna (1605–1618), poljsko-osmanska vojna (1620–1621) in smolenska vojna. Malopoljsko plemstvo je kljub temu dejavno sodelovalo v teh spopadih. Poleg tega je Malopoljska, zlasti njen severovzhodni del, postala oporišče za poljske čete, ki so se bojevale s kozaki. V Lublinu je s svojim dvorom bival in pripravljal vojaške pohode v Ukrajino kralj Ivan II. Kazimir Vasa. Stanje se je spremenilo z izbruhom rusko-poljske vojne (1654–1667). Oktobra 1655 je rusko-kozaška vojska pod vodstvom Ivana Vigovskega vdrla v vzhodno Malopoljsko, dosegla Vislo in izropala Lublin, Puławy in Kazimierz Dolny. Zavojevalci so se hitro umaknili, potem pa so nekaj mesecev pozneje Malopoljsko preplavili Švedi.
Invazija Švedov na Poljsko je imela katastrofalne posledice na dotlej cvetočo provinco. Napadalci so s podporo iz Transilvanije zasedli ceko Malopoljsko in prodrli na jug do mest Nowy Targ, Nowy Sącz in Żywiec. Vsa večja mesta so izropali in požgali. Nekatera mesta, kot na primer Radom, se niso opomogla do 19. stoletja. Švedi so zasedli in izropali Sandomierz in porušili Kraljevi grad (mesto se ni nikoli opomoglo),) Opoczno, Lublin, Kazimierz Dolny Pilzno, Szydlow, Szydłowiec, Tarnów, Kielce, Kraśnik in Krakov. Napadalci so prestolnico Malopoljske zavzeli leta 1655 po kratkem obleganju, njihova zasedba pokrajine pa je bila potrjena po njihovih zmagah v bitka pri Wojniczu in Golabu. V tistih letih se je na Malopoljskem zgodil eden najpomembnejših in simbolnih dogodkov v zgodovini naroda, obleganje Jasne gore, ki je po nekaterih trditvah obrnilo potek vojne. Poleg tega je po sklenitvi Radnoškega sporazuma Malopoljsko januarja 1657 napadel Jurij II. Rákóczi, čigar čete so povzročile še več uničenja. Tuje vojske so bile iz Malopoljske pregnane šele leta 1657, sam Krakov pa je bil ponovno zavzet 18. avgusta 1657. Po teh vdorih je bila provinca uničena. Požganih je bilo na stotine vasi, naselij in mest. Prebivalstvo se je zmanjšalo. mestno za skoraj polovico. Prebivalci so stradali. Obdobje miru je trajalo približno štirideset let, ko se je leta 1700 začel nov večji spopad, velika severna vojna. Malopoljska je ponovno postala bojišče, saj je leta 1702 tam potekala bitka pri Kliszówu. Leta 1704 je bila ustanovljena Sandomierška konfederacija.
Po tej vojni je Malopoljska začela okrevati. Razvoj je oviralo več dejavnikov. Deželna mesta so pogosto pogorela: Lublin leta 1719, a Noy Targ 1784, Nowy Sącz in Dukla 1758, Wieliczka 1718, Miechów 1745 in Drzewica. Številni so bili tudi izbruhi kuge in tifusa. V letih 1707 in 1708 je v Krakovu in okolici zaradi bolezni umrlo okoli 20.000 ljudi.
Malopoljska je bila eno glavnih središč Barske konfederacije. 21. junija 1786 so v Krakovu razglasili lokalno konfederacijo in istega dne je krakovski vojvoda Michal Czarnocki pozval svoje državljane, naj se pridružijo gibanju. Kmalu zatem so Krakov zavzele ruske čete in središče malopoljskega upora se je preselilo v gorat jug – na območja okoli Dukle in Nowega Sącza v Visokih Tatrah. V času konfederacije je tam potekalo več bitk in spopadov. Drugo lokalno središče gibanja je bil samostan Jasna Gora v Čenstohovi, ki ga je Kazimierz Pulaski branil skoraj dve leti (1770–1772). Leta 1770 so Rusi po bitki pri Iwoniczu oplenili Biecz. Gibanje se je končalo leta 1772, njegov zaton pa je bil povezan z delitvijo Poljske.

### Delitve Poljske (1772-1918)
Delitve Poljske so se v Malopoljski začele prej kot v drugih provincah države. Leta 1769 je Avstrijsko cesarstvo priključilo majhno ozemlje okoli Spiša, naslednje leto pa še mesta Czorsztyn, Nowy Sącz in Nowy Targ. Leta 1771 so se Rusi in Prusi dogovorili za prvo razdelitev države, v začetku leta 1772 pa se je avstrijska cesarica Marija Terezija odločila pridružiti obema silama. V prvi delitvi Republike obeh narodov so Avstrijci zasedli ozemlje, ki se je pozneje imenovalo Galicija in je vključevalo jugozahodni del Malopoljske južno od reke Visle z Żywiecom, Tarnówom in Bieczom, vendar brez večjih mestnih središč, kot so Krakov, Sandomierz, Radom, Lublin, Čenstohova in Kielce.
Druga delitev Poljske (1793) ni povzročila bistvenih sprememb meja na tem območju, saj Avstrijsko cesarstvo pri njej ni sodelovalo. Prusi so leta 1793 priključili severozahodni del province, skupaj z mestom Čenstohova in njegovo okolico, ki je postal del novoustanovljene province Južna Prusija. Malopoljska je bila torej konec leta 1793 že razdeljena med tri države - Avstrijsko cesarstvo (južno od Visle), Prusko kraljestvo (Čenstohova in severozahodni del Malopoljske) in še obstoječo Republiko obeh narodov. Po tretji delitvi leta 1795 je bil večji del Malopoljske z vsemi večjimi mesti priključen k Avstriji. Prusiji je uspelo zasesti majhen zahodni del province z mesti Siewierz, Zawiercie, Będzin in Myszków. To deželo so poimenovali Nova Šlezija. Avstrijci so novopridobljene dežele severne Malopoljske poimenovali Zahodna Galicija. Leta 1803 so Zahodno Galicijo združili s Kraljevino Galicijo in Lodomerijo, vendar je ohranila nekaj avtonomije. 
Malopoljska je bila eno večjih središč poljskega odpora proti okupatorjem. 24. marca 1794 je Tadeusz Kościuszko v Krakovu razglasil splošno vstajo, ki je mobilizirala vse za vojaško službo sposobne moške v Malopoljski. Dva tedna pozneje je prišlo do bitke pri Racławicah, ki se je končala s poljsko zmago. Vstajo so zadušile združene prusko-ruske sile. Med pomembne bitke v Malopoljski je spadala bitka pri Szczekocinyju.
Med napoleonskimi vojnami je Napoleon Bonaparte iz poljskih ozemelj, ki so bila med delitvami podeljena Prusiji, ustvaril Varšavsko vojvodino. Po poljsko-avstrijski vojni in Schönbrunnskem sporazumu je bila vojvodina leta 1809 razširjena. K njenemu ozemlju je bila priključena severna Malopoljska s Kielcami, Radomom in Lublinom. Po Dunajskem kongresu je bila Varšavska vojvodina spremenjena v Kongresno Poljsko pod rusko vladavino, zgodovinsko glavno mesto pokrajine Krakov pa v Svobodno mesto Krakov, ki je vključevalo tudi mesta Trzebinia, Chrzanów, Jaworzno, in Krzeszowice. V Kongresni Poljski so bile malopoljske dežele sprva razdeljene na štiri palatinate – Krakov s prestolnico Kielce, Sandomierz s prestolnico Radom, Lublin in Podlasje s prestolnico Siedlce. Palatinati so bili kasneje spremenjeni v gubernije. Ruski del Malopoljske je bil razdeljen na gubernije Kielce, Lublin, Radom, Siedlce in Piotrków. Zadnja je obsegala zahodne okraje s Čenstohovo in industrijsko območje Zagłębie Dąbrowskie. Meje upravnih enot niso odražale zgodovinskih meja pokrajine.
Novembrska vstaja, ki se je začela leta 1830, je večinoma obšla Malopoljsko, saj so glavne bitke potekale okoli Varšave. V začetku leta 1831 je med napadom ruske vojske na Kongresno Poljsko nekaj spopadov potekalo tudi v severnih okrajih province pri Puławyju, Kurowu in Kazimierzu Dolnemu. V začetku leta 1846 se je skupina poljskih domoljubov poskusila upreti v Svobodnem mestu Krakov. Upor so avstrijski vojaki hitro zatrli, Svobodno mesto pa je bilo posledično priključeno k Avstrijskemu cesarstvu. Istega leta je bil avstrijski del Malopoljske priča pokolu poljskega plemstva s strani kmetov, znanemu kot galicijski poboj. Kmetje pod vodstvom Jakuba Szele so pomorili okoli 1000 plemičev in uničili okoli 500 dvorcev. Poboji so se dogajali v okrožjih Sanok, Jasło in Tarnów.
Severna in osrednja Malopoljska, ki je spadala v Rusko carstvo, je bila eno glavnih središč januarskega upora (1863–1864). V prvih dneh upora je prišlo do spopadov z rusko vojsko v mestih Łuków, Kraśnik, Szydłowiec, Bodzentyn in Suchedniów. Ker so bili Poljaki slabo oboroženi, Rusi z njimi niso imeli večjih težav. Vstajniki so se kmalu zatem odločili organizirati vojaške tabore. Med največjimi na Malopoljskem sta bila Ojców (3000 vojakov) in Wąchock, kjer je Marian Langiewicz zbral do 1500 ljudi. Do zgodnje pomladi leta 1864 je vstaja zamrla. Najdlje je trajala na skrajnem severovzhodu Malopoljske v okolici Łukówa, kjer je deloval duhovnik Stanisław Brzóska. Ruska vojaška premoč je bila uničujoča in Poljaki so bili prisiljeni svoje akcije omejiti na gverilsko vojskovanje. Med največjimi bitkami, ki so se zgodile na Malopoljskem, so bile bitka pri Szydłowiecu 23. januarja 1863, Miechówu 17. februarja 1863, Malogoszczu 24. februarja 1863, Staszówu 17. februarja 1863, Pieskovi skali 4. marca 1863 in Opatówu 25. november 1863 in 21. februarja 1864. Zaradi podpore neuspešnemu uporu je veliko malopoljskih mest izgubilo mestne pravice in bilo spremenjenih v vasi.
V poznem 19. in zgodnjem 20. stoletju je Malopoljska ostala eno od središč poljske kulture, zlasti mesto Krakov, kjer je bila Jagielonska univerza ena od le dveh poljsko govorečih univerz tistega obdobja. Druga je bila Univerza v Lvovu. Drugo pomembno središče nacionalne kulture je bilo mesto Puławy, kjer je v poznem 18. stoletju lokalna palača v lasti družine Czartoryski postala muzej poljskih narodnih spominov ter pomembno kulturno in politično središče. 
Številni ugledni poljski umetniki, tako predstavniki romantike kot pozitivizma, so bili rojeni v Malopoljski, med njimi Wincenty Pol, rojen v Lublinu, Štefan Żeromski, rojen blizu Kielc, Aleksander Świętochowski, rojen blizu Łukówa v skrajnem severovzhodnem kotu Malopoljske, Walery Przyborowski, rojen blizu Kielc, Piotr Michałowski, Helena Modjeska, Henryk Wieniawski, rojen v Lublinu, Leon Wyczółkowski, rojen v bližini Siedlc, Juliusz Kossak, rojen v Noem Wiśniczu in Józef Szujski, rojen v Tarnówu. V začetku 20. stoletiškega gibanja, imenovanega Mlada Poljska. Številni umetniki, povezani z gibanjem, so bili rojeni na Malopoljskem. Med njimi so bili najpomembnejšimi Władysław Orkan, Kazimierz Przerwa-Tetmajer, Xawery Dunikowski, Jacek Malczewski, Józef Mehoffer in Stanisław Wyspiański.
Ker je avstrijski del Poljske užival široko avtonomijo, je provinca Galicija, katere zahodni del je sestavljala Malopoljska, postala žarišče poljskih zarotniških dejavnosti. V pričakovanju prihodnje vojne so galicijski Poljaki s pomočjo svojih bratov iz drugih delov razdeljene države ustanovili več paravojaških organizacij, kot sta bila Poljski strelski odred in Strelska zveza. Glavno mesto Male Poljske, Krakov, je bilo ključno središče gibanj za neodvisnost, pri čemer so bili posamezniki, kot je Józef Piłsudski, aktivno vključeni v te dejavnosti. Avgusta 1914, po izbruhu prve svetovne vojne, so legije Pilsudskega prestopile avstrijsko-rusko mejo severno od Krakova in vstopile v Kongresno Poljsko. Pilsudski in njegovi vojaki so bili kmalu razočarani, ko so videli, da jih prebivalci Kielc niso sprejeli z veseljem. Razdeljenost Malopoljske je bila vidnejša kot kdaj koli prej.
Med prvo svetovno vojno je bila Malopoljska eno glavnih prizorišč vzhodne fronte. Ruski prodor na ozemlje Avstro-Ogrske je povzročil bitko za Galicijo. Med drugimi velikimi bitkami, ki so potekale na Malopoljskem, sta bili bitka pri Visli in ofenziva Gorlice-Tarnów. Ko so se ruske čete umaknile proti vzhodu, je bila celotna pokrajina pod nadzorom Avstrijcev in Nemcev, severna Malopoljska pa je bila kot del Kraljevine Poljske pod Nemčijo (1916–1918). V poznejših fazah vojne je razdeljena provinca ponovno postala središče gibanja za poljsko neodvisnost. C mestu Lublin na severu Malopoljske je bila 7. novembra 1918 ustanovljena neodvisna poljska vlada. Malopoljska je kmalu zatem ponovno tvorila osnovo nove poljske države. V drugih delih province sta bili ustanovljeni drugi vladi – Poljska likvidacijska komisija v Krakovu in kratkoživa republika Tarnobrzeg.
Razdelitev Malopoljske po reki Visli, ki je trajala od leta 1772 do leta 1918, je vidna še danes. Južno Malopoljsko (Kraków, Tarnów, Biala Krakowska in Nowy Sącz) je več kot 100 let upravljala Avstrija, medtem ko je bil severni večji del pokrajine (Čenstohova, Sosnowiec, Kielce, Radom, Lublin, Sandomierz) del Ruskega imperija. Prebivalci avstrijskega dela Poljske so uživali omejeno avtonomijo z ustanovami v poljskem jeziku, kot je Jagelonska univerza. Istočasno je bila Poljska pod ruskim nadzorom predmet rusifikacije. Zaradi desetletij te delitve se večina prebivalcev območij, ki jih je posedovala Rusija, ne zaveda svoje malopoljske dediščine. Poleg tega sedanje upravne meje države še vedno odražajo nefunkcionalno mejo med nekdanjim ruskim in avstro-ogrskim cesarstvom.

### Medvojna Poljska (1918-1939)
Leta 1918 je bila ustanovljena Druga poljska republika, v katero je bila vključena celotna zgodovinska Malopoljska. Zgodovinsko območje pokrajine je bilo razdeljeno na štiri vojvodstva: Krakov, Kielce, Lvov in Lublin. V osrednji Malopoljski je bila načrtovana še ena upravna enota, vojvodstvo Sandomierz, ki zaradi izbruha druge svetovne vojne ni bila nikoli ustanovljena. Meje med dvema glavnima malopoljskima vojvodstvoma, Krakovom in Kielcami, so bile enake mejam Avstro-Ogrske in Rusije pred letom 1914. Razen tega so v medvojnem obdobju pojem Malopoljska pogosto povezoval le z nekdanjo avstrijsko provinco Galicijo. Zahodna Galicija do reke San se je imenovala Zahodna Malopoljska, medtem ko se je Galicija vzhodno od Sana z mestom Lvov imenovala Vzhodna Malopoljska (vojvodstva Tarnopol, Stanisławów in Lvov). Po besedah poljskega zgodovinarja Jana Pisulińskega je uporaba izraza Vzhodna Malopoljska za označevanje Vzhodne Galicije nepravilna, saj nima zgodovinske utemeljitve in je le oznaka nacionalističnega in propagandnega pomena. Podoben je bil izraz Zahodna Ukrajina, ki ga je istočasno uporabljala ukrajinska stran. Oboje je v 20. in 30. letih dvajsetega stoletja služilo za močnejšo povezavo območja med rekama San in Zbruh s poljsko državo in poudarjanje domnevne avtohtonosti poljščine v tej regiji.
Konec leta 1918 je Malopoljska postala eno glavnih središč nastajajoče poljske uprave in gibanja za neodvisnost. Po besedah zgodovinarja Kazimierza Banburskega iz okrožnega muzeja Tarnów je bil Tarnów prvo poljsko mesto, ki je postalo neodvisno po 123 letih zatiranja. 31. oktobra 1918 ob 8. uri zjutraj so prebivalci Tarnowa začeli razoroževati demoralizirane avstrijske vojake in po treh urah je bilo mesto popolnoma v poljskih rokah. 28. oktobra 1918 je bil v Krakovu ustanovljen Poljski likvidacijski odbor, nekaj dni pozneje pa so socialistični kmetje ustanovili republiko Tarnobrzeg. V noči s 6. na 7. november 1918 so Ignacy Daszynski in drugi aktivisti so Lublinu razglasili Poljsko ljudsko republiko. Leta 1919 so zakonodajne volitve na Malopoljskem potekale brez večjih težav.
Malopoljska se je takrat, tako kot druge pokrajine v državi, soočala s številnimi težavami. Čeprav večjih spopadov po prvi svetovni vojni tam ni bilo, je trpela zaradi brezposelnosti, prenaseljenosti in revščine, tako v mestih kot na podeželju. Poleg tega je morala nova poljska vlada povezati dele prej razdeljene države. Med Krakovom, Kielcami, Radomom in Lublinom ni bilo neposredne železniške povezave. Do leta 1934, ko je bila odprta proga od Krakova do Tunela, so morali vsi potniki potovati čez Sosnowiec-Maczki. Pomanjkanje železniške povezave med nekdanjim avstrijskim in nekdanjim ruskim delom Malopoljske je vidno še danes. Prebivalci province so poskušali s pravnimi sredstvi izboljšati svoj položaj, ko se je izkazalo, da je to nemogoče, pa so se začeli nemiri – v Krakovu leta 1923 in kmečka stavka v celi Poljski leta 1937. Obupne razmere so v Malopoljski zaostrile še katastrofalne poplave leta 1934, po katerih se je vlada odločila zgraditi jezove na lokalnih rekah.
Podeželje Malopoljske je bilo skoraj izključno poljsko, v njenih mestih pa je bilo naseljenih veliko Judov z zelo živahnimi skupnostmi. V Krakovu so Judje predstavljali 25 % prebivalstva, v Lublinu 31 %, v Kielcah 30 % in v Radomu 32 %. Razen Judov in Romov, raztresenih na jugu, v medvojni Malopoljski ni bilo drugih pomembnih narodnih manjšin.
Ker je bila Malopoljska varno odmaknjena od nemških in sovjetskih meja, je poljska vlada sredi tridesetih let 20. stoletja sprožila enega najbolj ambicioznih projektov – Malopoljska naj bi postala osrednja industrijska regija poljske države. Projekt ni bil nikoli dokončan. Zgrajenih je bilo samo nekaj več industrijski obratov kot drugod po državi. V gostih gozdovih okoli jeklarne je bilo zgrajeno povsem novo mesto Stalowa Wola. V poznih 30. letih dvajsetega stoletja se je Malopoljska hitro spreminjala, saj je gradnja več tovarn in povečala možnosti za zaposlitev in povzročila priliv podeželskega prebivalstva v mesta. Med takšna mesta so spadala Dębica, Starachowice, Puławy ali Kraśnik. Pred tem je leta 1927 malopoljski Dęblin postal veliko središče poljskega letalstva. V njem je bila odprta Poljska letalska akademija, v Mielcu pa je bil odprt PZL Mielec, največji proizvajalec letal na Poljskem. Poljska vlada je načrtovala nadaljnje naložbe, na primer v železniško progo, ki bi povezovala Volinjo in Zgornjo Šlezijo, ki se niso nikoli uresničile. Obupne razmere in pomanjkanje delovnih mest so povzročile, da je na tisoče prebivalcev Malopoljske, zlasti iz njenega južnega dela, zapustilo svojo domovino in odšlo večinoma v Združene države Amerike, pa tudi v Brazilijo in Kanado.
Malopoljska je ostala središče poljske kulture z Jagelonsko univerzo v Krakovu, Univerzo za znanost in tehnologijo AGH ter katoliško univerzo v Lublinu, ki je bila odprta leta 1918. V Malopoljski je bilo rojenih več pomembnih osebnosti iz medvojnega političnega, vojaškega in kulturnega življenja na Poljskem, med njimi Vincenty Witos, Władysław Sikorski, Eugeniusz Kwiatkowski, Józef Dowbor-Muśnicki, Józef Haller, Władysław Belina-Prażmowski, Tadeusz Kutrzeba, Feliks Koneczny, Stefan Żeromski, Tadeusz Peiper, Maria Pawlikowska-Jasnorzewska, Witold Jazepura, Stefan Gombrowicz. Leta 1920 je bil v malopoljskem mestu Wadowice rojen Karol Wojtyla, bodoči papež Janez Pavel II.

### Druga svetovna vojna
1. septembra 1939 je nacistična Nemčija napadla Poljsko. V Malopoljski so se zaradi bližine nemške meje boji začeli že prvi dan vojne. Malopoljsko je branilo pet poljskih armad, a je bila bitka za mejo že v nekaj dneh izgubljena.
6. septembra je maršal Edward Rydz-Śmigły ukazal umil vseh vojašku enot na druugo obrambno črto na rekah Visla in San. V tednu dni je bila okupirana skoraj cela Malopoljska. Vzhodni del Poljske je skladno s sporazumom Molotov-Rbenntrop napadla Rdeća armada, ki se je 28. septembra umaknila.
12. oktobra 1939 je bila na Hitlerjev ukaz kot del Tretjega rajha ustanovljena Generalna gubernija z guvernerjem Hansom Frankom. Glavno mesto gubernije, ki je obsegala večino zgodovinske Malopoljske, je bil Krakov. Zahodni deli Malopoljske so bili vključeni v nemško provinco Gornja Šlezija.
V cello okupirani Poljski so nacisti vladali z divjo brutalnostjo in pobili na stotisoče prebivalcev, tako Poljakov kot Judov. Na meji med Malopoljsko in Gornjo Šlezijo je bilo 14. junija 1940 ustanovljeno koncentracijsko taborišče Auschwitz. 1. oktobra so Nemci na obrobju Lublina odprli še koncentracijsko taborišče Majdanek. Tretje koncentracijsko taborišče na Malopoljskem je bilo v krakovskem okrožju Płaszów. Konec leta 1939 in v začetku leta 1940 je v malopoljskem zdravilišču Zakopane in v Krakovu potekalo več konferenc Gestapa in NKVD, na katerih so razpravljali o medsebojnem sodelovanju med nacistično Nemčijo in Sovjetsko zvezo.
Protinacistični odpor je bil še posebej močan na Malopoljskem in prav tam se je v okolici Opoczna konec leta 1939 in v začetku leta 1940 začel oboroženi boj proti okupatorju. Med Operacijo vihar sredi leta 1944 je bilo osvobojenih več malopoljskih mest. Pripravljala se je tudi vstaja v Krakovu, ki ni bila nikoli uresničena. Poleg domobranske vojske so bile v provinci močne tudi druge odporniške skupine, kot so bile prokomunistična Armia Ludowa, kmečki bataljon Chłopskie in desničarske nacionalistične oborožene sile s svojo brigado Svetega Križa.
V vseh večjih malopoljskih mestih so Nemci odprli judovske gete, največja v Krakovu in Lublinu. Nacisti so sprva nameravali ustvariti tako imenovani "rezervat" za evropske Jude, ki bi se nahajal okoli malopoljskega mesta Nisko, vendar so načrt spremenili in se odločili pobiti vse Jude. Na smrt obsojeni Judje v Malopoljski so se začeli boriti, na primer v vstaji v Čenstohovi, vendar so njihova prizadevanja propadla. Zaradi holokavsta na Poljskem je bilo nekoč uspešno in številčno judovsko prebivalstvo Malopoljske skoraj v celoti pomorjeno.
Poleti 1944 je Rdeča armada v ofenzivi Lvov–Sandomierz izrinila Wehrmacht iz vzhodne Malopoljske. Mesto Lublin so Sovjeti zavzeli 22. julija 1944, Stalowo Wolo 1. avgusta in Sandomierz na levem bregu Visle 18. avgusta 944. Frontna črta se je za približno šest mesecev stabilizirala vzdolž Visle z nekaj mostišči na zahodnem bregu reke. V začetku leta 1945 se je začela sovjetska ofenziva Visla–Odra, ki je Nemce potisnila pred vrata Berlina. Sovjeti so 15. januarja 1945 vstopili v Kielce, 17. januarja v Čenstohovo, 19. januarja v Krakov in 27. januarja v Sosnowiec. Sovjeti so potrebovali veliko več časa za čiščenje goratega dela Malopoljske in v Żywiec vstopili šele 5. aprila 1945.

### Obdobje po drugi svetovni vojni
Po drugi svetovni vojni je Sovjetska zveza nameravala iz Poljske narediti komunistično državo z marionetno vlado, oblikovano kot Poljski komite narodne osvoboditve. Od 1. avgusta 1944 je imela začasna vlada uradni sedež v malopoljskem Lublinu. Na tisoče ljudi je odšlo v gozdove, da bi nadaljevali boj za svobodno Poljsko in Malopoljska je bila spet eno glavnih središč odpora. V provinci je potekalo več spopadov, vključno z bitko pri Kuryłówki. Sovjeti so brez obotavljanja, tudi javno, pobili ujete upornike. Leta 1947 je bilo odporniško gibanje zatrto. 
V začetku leta 1945 je bila Malopoljska razdeljene med tri vojvodstva - Krakovsko, Lublinsko in Kielce. Poleti 1945 je bilo več okrajev prenesenih v sosednja vojvodstva. Vzhodna Malopoljska (Dębica, Jasło, Mielec) je postala del vojvodstva Rzeszów, medtem ko sta bila zahodna okraja Będzin in Zawiercie prenesena v vojvodstvo Katowice. Leta 1950 je del vojvodstva Katovice postal tudi mesto Čenstohova. Malopoljska je bila nadalje razdeljena leta 1975, ko je bila izvedena teritorialna reforma. Okraji so bili ukinjeni, namesto njih pa je bilo ustanovljenih več manjših vojvodstev.
Vlada komunistične Poljske je vlagala v težko industrijo po zamisli o osrednjem industrijskem območju izpred leta 1939. V Krakovu je bilo v 50. letih dvajsetega stoletja zgrajeno novo okrožje Nowa Huta. V Čenstohovi in Zawiercieju so znatno razširili jeklarno, v začetku leta 1970 pa je vlada začela graditi jeklarno Katowice, ki se kljub svojemu imenu nahaja v kraju Dąbrowa Górnicza v Malopoljski. Za povezavo železarne Katowice s sovjetskimi obrati je bila konec 70. let zgrajena širokotirna železniška proga, ki je prečkala Malopoljsko od zahoda proti vzhodu. 
Po letu 1945 je bilo znatno razširjenih tudi več drugih tovarn, pivovarni v 
Żywiecu in Okocimu, tovarna orožja v Łuczniku, termoelektrarni Jaworzno in Siersza, rudnika premoga Janina in Sobieski in več drugih. V zgodnjih 50. letih je bil odprt rudnik žvepla v Tarnobrzegu in leta 1975 rudnik premoga Bogdanka severovzhodno od Lublina.
V letih 1971 do 1977 je bila zgrajena železniška proga, ki povezuje Krakov in Katovice z Varšavo. 
V Malopoljski je bilo tudi veliko protestov in stavk proti komunističnim oblastem.
V Malopoljski je bilo rojenih veliko oseb iz vladajoče garniture, med njimi 
Józef Cyrankiewicz,Bolesław Bierut, Edward Gierek, Wojciech Jaruzelski, Czesław Kiszczak, Stanisław Kania, Hilary Minc, Edward Ochab, Michał Rola-Żymierski in Józef Oleksy.
Med vidnimi osebnostmi iz poljskega kulturnega življenja so bili Xawery Dunikowski, Witold Gombrowicz, Gustaw Herling-Grudziński, Sławomir Mrożek, Tadeusz Kantor, Jan Kanty Pawluśkiewicz, Marek Kondrat, Maria Pawlikowska-Jasnorzewska, Krzysztof Penderecki, Zbigniew Preisner, Leon Schiller, Jerzy Stuhr, Jan Sztaudynger, Grzegorz Turnau in Jerzy Turowicz.

### Reorganizacija poljske države (1998)
Leta 1998 je poljska vlada izvedla upravno reformo države. Prvič v zgodovini je bilo ustanovljeno Malopoljsko vojvodstvo z glavnim mestom Krakov in ozemljem 15.108 km². Vojvodstvo zajema samo majhen jugozahodni del zgodovinske Malopoljske.

## Glavna mesta in naselja (po številu prebivalcev)
Seznam temelji na podatkih Poljskega centralnega statističnega urada za 30. junij 2008.
| L.p. | Mesto                   | Število prebivalcev | Površina (km2) | Vojvodstvo   |
| ---- | ----------------------- | ------------------- | -------------- | ------------ |
| 2.   | Krakov                  | 756.441             | 326,80         | Malopoljsko  |
| 9.   | Lublin                  | 351.345             | 147,45         | Lublinsko    |
| 13.  | Čenstohova              | 241.449             | 159,71         | Šlezijsko    |
| 14.  | Radom                   | 224.501             | 111,80         | Mazovijsko   |
| 15.  | Sosnowiec               | 221.775             | 91,06          | Šlezijsko    |
| 17.  | Kielce                  | 205.655             | 109,65         | Svetokriško  |
| 22.  | Bielsko-Biała           | 175.476             | 124,51         | Šlezijsko    |
| 27.  | Dąbrowa Górnicza        | 128.560             | 188,73         | Šlezijsko    |
| 35.  | Tarnów                  | 115.769             | 72,38          | Malopoljsko  |
| 42.  | Jaworzno                | 95.383              | 152,67         | Šlezijsko    |
| 45.  | Nowy Sącz               | 84.492              | 57,58          | Malopoljsko  |
| 48.  | Siedlce                 | 77.102              | 32,00          | Mazovijsko   |
| 53.  | Ostrowiec Świętokrzyski | 72. 888             | 46,43          | Svetokriško  |
| 66.  | Stalowa Wola            | 64.753              | 82,52          | Podkarpatsko |
| 71.  | Mielec                  | 60.979              | 46,89          | Podkarpatsko |
| 76.  | Będzin                  | 58.559              | 37,37          | Šlezijsko    |
| 84.  | Starachowice            | 52.430              | 31,82          | Svetokriško  |
| 85.  | Zawiercie               | 52 290              | 85,25          | Šlezijsko    |
| 87.  | Tarnobrzeg              | 49.753              | 85,39          | Podkarpatsko |
| 88.  | [Puławy                 | 49.223              | 50,49          | Lublinsko    |
| 92.  | Skarżysko-Kamienna      | 48.308              | 64,39          | Svetokriško  |
| 97.  | Dębica                  | 46.693              | 34,02          | Podkarpatsko |